# Nemico all'interno
Nemico all'interno (The Enemy Within) è un film per la televisione del 1994 diretto da Jonathan Darby. È il remake del film del 1964 di John Frankenheimer Sette giorni a maggio e entrambi i film sono basati sul romanzo del 1962  chiamato Seven Days in May di Fletcher Knebel e Charles W. Bailey II. Il film prevede un colpo di stato militare pianificato per distruggere il presidente degli Stati Uniti.